# Vielborster
Vielborster oder Polychaeta (von altgriechisch πολύς polýs ‚viel‘ und χαίτη chaítē ‚Haar‘) sind eine Klasse der Ringelwürmer (Annelida), deren Bauplan gegenüber der zweiten Ringelwurmklasse Clitellata meist als relativ ursprünglich angesehen wird. Der Formenreichtum der Vielborster ist allerdings derart groß, dass bislang keine Einigkeit darüber erzielt werden konnte, welche Vielborster-Gruppe eine urtümliche Merkmalszusammensetzung repräsentiert. Vielborster haben ihren Namen von den zahlreichen Borsten (Chaetae, auch Setae), die an jedem Segment als Stützelemente und Fortbewegungsapparat dienen.
Die gut 10.000 beschriebenen Arten werden in bis zu 24 Ordnungen mit über 80 Familien eingeteilt. Auf morphologischer und molekularbiologischer Basis bestehen aber zurzeit erhebliche Zweifel, ob die Vielborster eine geschlossene Abstammungsgemeinschaft (Klade bzw. Monophylum) bilden.

## Lebensraum
Vielborster leben bis auf wenige Ausnahmen im Meer. Hier besiedeln sie alle Lebensräume, so beispielsweise den freien Wasserkörper (Pelagial) als Teil des Zooplanktons, die Uferzonen und den permanent wasserbedeckten Bereich (Sublitoral). Am 31. Mai 2009 wurde durch den Forschungsroboter Nereus ein Vielborster im Challengertief, dem tiefsten Punkt der Erde, entdeckt.
Es gibt frei bewegliche („Errantia“) und sessile Arten („Sedentaria“). Diese Untergliederung erfolgt nur noch rein funktionell, systematisch ist sie jedoch überholt.

## Lebensweise
Die Formenvielfalt der Vielborster muss im Zusammenhang mit der Besiedelung diverser Lebensräume verstanden werden. Hierbei wurden außerdem sehr unterschiedliche Strategien des Nahrungserwerbes entwickelt.
Einige Formen sind Jäger und mit großen, gut funktionierenden Augen ausgestattet (zum Teil mit Linse), andere sind Aas- und Substratfresser oder Weidegänger, wieder andere, vor allem Sedentaria, filtrieren ihre Nahrung aus dem umgebenden Wasser. Besonders ungewöhnlich sind die Röhrenwürmer der Art Riftia pachyptila, die ihre Nahrung in der lichtlosen Tiefsee durch symbiotische Archaeen beziehen, die ihrerseits ihre Energie chemotroph aus Schwefelwasserstoff (H2S) in der Umgebung hydrothermaler Quellen (Schwarze Raucher) gewinnen. Riftia besitzt keinen Darm.

## Aufbau

Die Chaetae sitzen bei den Polychaeten an den Parapodien (Notopodium und Neuropodium).

Als Beispiel für eine typische Vielborster-Organisation wird häufig die Gruppe der Nereiden genannt, etwa Platynereis dumerilii, eine besonders gut untersuchte Polychaetenart aus dem Mittelmeer, die seit Ende der 1990er Jahre auch als entwicklungsgenetischer Modellorganismus etabliert wurde.

### Morphologie
Vielborster sind primär segmentierte Tiere mit sekundärer Leibeshöhle (Coelom); diese typischen Ringelwurm-Merkmale können aber bei sehr spezialisierten oder verkleinerten Formen verloren gehen. Als höchstwahrscheinlich sehr urtümliches, gruppenspezifisches Merkmal besitzen die einzelnen Segmente paarige Anhänge (Parapodien) zur Fortbewegung, welche von zahlreichen chitinösen Borsten durchzogen sind. Die Chaetae genannten Borsten können als kurze Form oder als Schwimmborsten ausgebildet sein und dienen mit ihren diffizil ausgebildeten Spitzen als Halte- oder Paddelvorrichtungen. Eine weitere Borste ist die sogenannte Stützborste oder Acicula, die je nach Ausprägung des Parapodiums einzeln oder paarig, quasi als Innenskelett die Parapodien stützt. Faden- oder fransenförmige Anhänge nennt man Cirren (seltener auch Zirren), schuppenförmige werden Elytren genannt. Polychaeten besitzen wie alle Ringelwürmer ein Hydroskelett. Anders als etwa Fadenwürmer haben sie jedoch einen flexibleren und besser beweglichen Hautmuskelschlauch:
Unter der Epidermis liegt eine äußere Ring- und eine innere Längsmuskelschicht, die komplexe Bewegungen ermöglicht.
Die Mundöffnung liegt vom Prostomium verdeckt im Metastomium. Der Schlund (Pharynx) ist hervorstülpbar und meist bezahnt (besonders bei räuberischen Arten). Das Darmrohr verläuft gerade durch die Segmente und endet mit der Afteröffnung im Pygidium, dem letzten Segment im Hinterende der Tiere.
Ein weiteres typisches Merkmal sind die Nuchalorgane, bei denen es sich um paarige chemosensorische Einrichtungen im Kopfabschnitt handelt. Als Negativmerkmal ist im Vergleich zu der anderen traditionellen Ringelwurmklasse, den Clitellata, das Fehlen eines Clitellums zu nennen.

### Atmung und Blutgefäßsystem
- Geschlossenes Blutgefäßsystem
- Ein Dorsalgefäß und ein Ventralgefäß durchziehen den Körper in Längsrichtung und stehen durch Ringgefäße miteinander in Verbindung; das Rückengefäß ist kontraktil und wirkt als Herz.
- Pro Segment befindet sich ein Paar Nephridien
- Zur Atmung sind oft, besonders bei größeren Arten, Kiemen ausgebildet. Diese sind meist als Anhänge an den Parapodien zu finden. Bei kleineren Arten genügt häufig die Haut- oder Darmatmung; diese besitzen dann keine Kiemen.

Sessile oder in Röhren lebende Arten haben teilweise Verhaltensweisen entwickelt, um die sauerstoffarme Umgebung durch Bewegung mit sauerstoffreicherem Wasser zu versorgen, oder sie haben besondere Kiemenstrukturen ausgebildet.

### Fortpflanzung
- Pro Segment ist ein Paar Gonaden zu finden
- Getrenntgeschlechtlich (selten Zwitter)
- Befruchtung geschieht außerhalb des Körpers
- Trochophora-Larve

### Nervensystem und Sinnesorgane
Am Kopfabschnitt sitzen Prostomium (Kopflappen) und Peristomium (Mundsegment). Dort befinden sich auch die Palpen (Tastorgane), Antennen und Augen, welche für das Auffinden der Nahrung notwendig sind. Am Prostomium sitzen chemische Sinnesorgane (Nuchalorgane).
Das cephalisierte „Zentralnervensystem“ besteht aus dem Ober- und dem Unterschlundganglion, welche über die Schlundkonnektive mit dem Bauchmark (oft lässt sich pro Segment ein Paar Ganglien finden) verbunden sind.

## Vielborster und Menschen

### Gefährlichkeit
Die harten Borsten dringen leicht in die menschliche Haut ein und brechen darin leicht ab. Dies verursacht brennende Schmerzen und Hautreizungen. Die Borsten sind nicht mit Gift versehen und der Grund für die brennenden Schmerzen ist nicht bekannt. Im Jahr 2008 wurde der Naturstoff Complanin aus Eurythoe complanata isoliert, der eine entzündungsauslösende Wirkung hat. In der Literatur wird dazu geraten, die Borsten mittels Klebeband zu entfernen und die betroffenen Hautpartien zur Vermeidung von Sekundärinfektionen zu desinfizieren.
Würmer der Gattung Glycera können schmerzhafte Bisse beibringen. Sie verfügen über vier Greifzangen, die den Giftzähnen der Giftschlangen ähneln. Mit diesen injizieren sie ein für nicht allergisch reagierende Menschen ungefährliches Gift. Der Schmerz des Bisses ist mit dem eines Stiches durch eine Honigbiene vergleichbar.

### Vielborster als Nahrungsmittel
Als einzige Art Vielborster wird der Samoa-Palolo (Palola viridis) für menschliche Ernährung genutzt. Dieser Wurm lebt versteckt in Höhlen und schnürt alle 353 oder 382 Tage seinen Hinterleib ab. Dieser trägt die Geschlechtsorgane. Die Hinterleiber treiben so in großer Zahl gleichzeitig an die Wasseroberfläche. Die Wahrscheinlichkeit einer erfolgreichen Paarung wird auf diese Weise erhöht. Die Bewohner der Südseeinseln, insbesondere Samoas und der Fidschi-Inseln fischen sie vor Sonnenaufgang als Delikatesse. Sie werden roh oder auf diverse Arten zubereitet gegessen.

## Systematik
Adolph Eduard Grube beschrieb 1850 als erster die Appendiculata polychaeta als eine Ordnung, zu der „diejenigen Anneliden mit seitlichen Borstenbündeln oder Borstenkämmen, welche entweder neben diesen oder am Rücken oder Kopftheil allerlei weiche Anhänge, bald nur Läppchen, bald Blätter, Fäden oder zusammengesetztere Organe tragen; die Borsten stehen (ausser zuweilen an den Körperenden) mindestens zu je 8, in der Regel jedoch weit zahlreicher beisammen.“ Zunächst im Rang einer Ordnung, später einer Klasse hat sich dieses Taxon bis heute in den Systematiken gehalten, wenn auch spätestens seit den molekularbiologischen Untersuchungen von Shigeaki Kojima 1998 die Polychaeta als eine paraphyletische Gruppe ansieht, aus der heraus sich Taxa wie die Pogonophora, Vestimentifera (beide heute Teil der Familie Siboglinidae), Echiura und Clitellata entwickelt haben. Molekulargenetische Untersuchungen von Torsten H. Struck und anderen 2011 legen nahe, dass es sich selbst die Spritzwürmer erst nach der Polychaten-Familie Chaetopteridae, also einer sehr basalen Gruppe der Ringelwürmer, abgespalten haben. Deswegen ist damit zu rechnen, dass die Klasse der Vielborster aufgelöst und als jüngeres Synonym der Annelida eingeordnet wird. Die evolutionsbiologische Debatte dreht sich um die Frage, ob der angenommene gemeinsame Vorfahr der Ringelwürmer als grabender Bodenbewohner ohne Parapodien eher einem Wenigborster ähnelte oder an der Oberfläche des Meeresgrundes dem Bauplan eines Vielborsters entsprach. Wilfried Westheide argumentiert 1997, dass die Segmentscheidewände eine Voraussetzung für die Entwicklung der Lateralgefäße waren und das hoch komplexe Blutgefäßsystem vieler Anneliden auf das Vorhandensein von Parapodien mit Kiemen zurückgeführt werden können, also der Bauplan der Vielborster der ursprüngliche sei. Torsten H. Struck bestätigt 2011 mit seinen Untersuchungen diese Sicht und argumentiert, dass die Entwicklung der Parapodien die Evolution der Segmentierung vorangetrieben habe. Die einem solchen Vorfahren ähnelnden Errantia und Sedentaria fasst er als eine von vielen Plesiomorphien geprägte Gruppe Pleistoannelida zusammen.
Eine vergleichsweise junge Systematik, in der die Polychaeta (unter Einschluss der Pogonophora und Vestimentifera innerhalb der Familie Siboglinidae) noch als monophyletische Gruppe postuliert werden, ist die nach Rouse & Fauchald 1998:
- PalpataDer Weihnachtsbaumwurm aus der Familie der Kalkröhrenwürmer (Serpulidae)
  - Canalipalpata
    - Sabellida

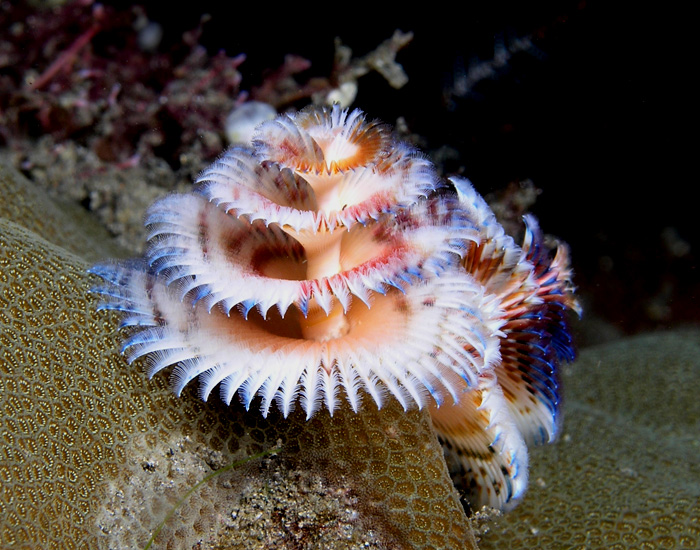
Der Weihnachtsbaumwurm aus der Familie der Kalkröhrenwürmer (Serpulidae)

      - Siboglinidae (ehemalige Tierstämme Pogonophora und Vestimentifera)

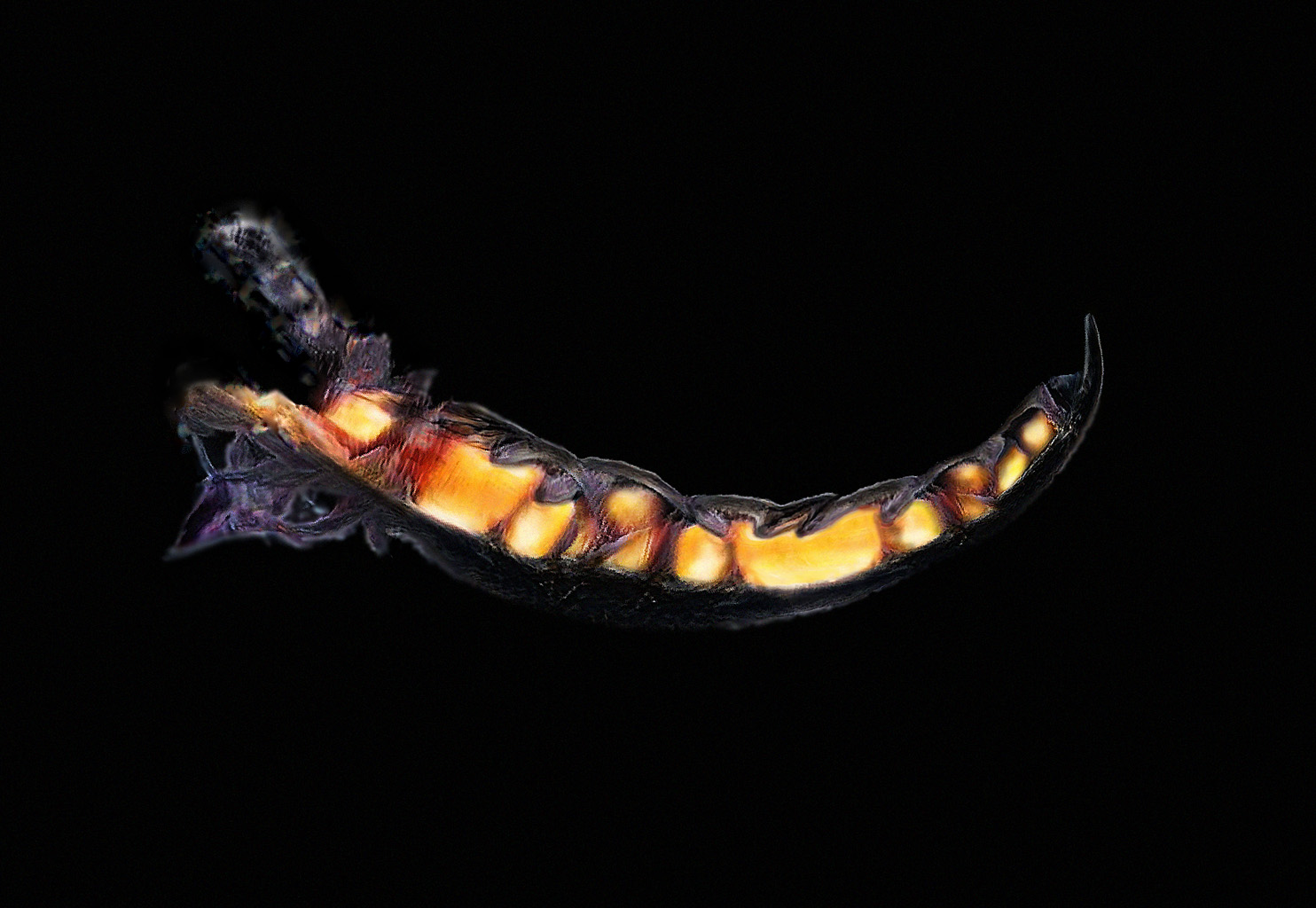
Melinninae dubita aus der Familie der Ampharetidae

      - Sabellariidae
      - Sabellidae
      - Serpulidae
      - Oweniidae

    - TerebellidaMelinninae dubita aus der Familie der Ampharetidae

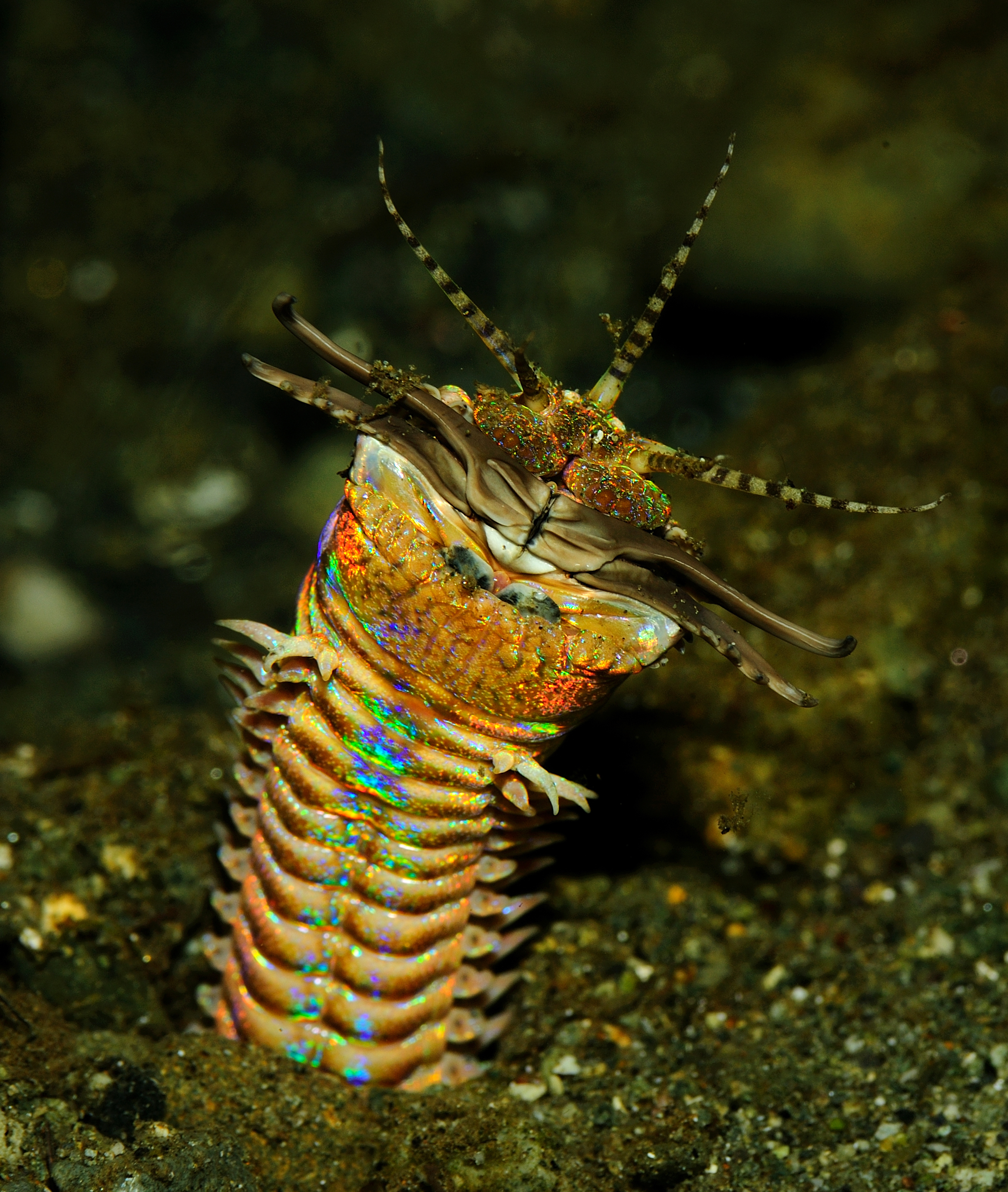
Der Bobbitwurm Eunice aphroditois aus der Ordnung der Aciculata, Familie Eunicidae

      - Acrocirridae
      - Flabelligeridae
      - Cirratulidae
      - Alvinellidae
      - Ampharetidae
      - Pectinariidae
      - Terebellidae
      - Trichobranchidae

    - Spionida
      - Apistobranchidae
      - Spionidae
      - Trochochaetidae
      - Longosomatidae
      - Magelonidae
      - Poecilochaetidae
      - Chaetopteridae

  - AciculataDer Bobbitwurm Eunice aphroditois aus der Ordnung der Aciculata, Familie Eunicidae

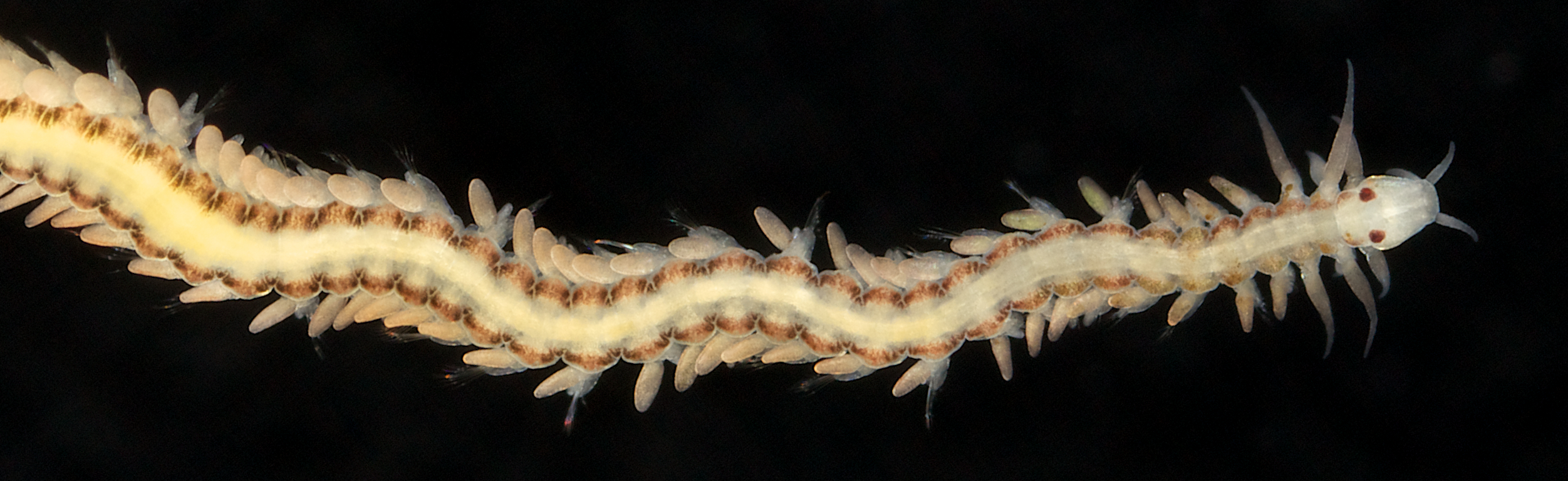
Eulalia bilineata aus der Familie der Phyllodocidae

    - Phyllodocida
      - Acoetidae
      - Aphroditidae
      - Eulepethidae
      - Polynoidae
      - Sigalionidae
      - Pholoidae
      - Chrysopetalidae
      - Glyceridae
      - Goniadidae
      - Paralacydoniidae
      - Pisionidae
      - Lacydoniidae
      - PhyllodocidaeEulalia bilineata aus der Familie der Phyllodocidae

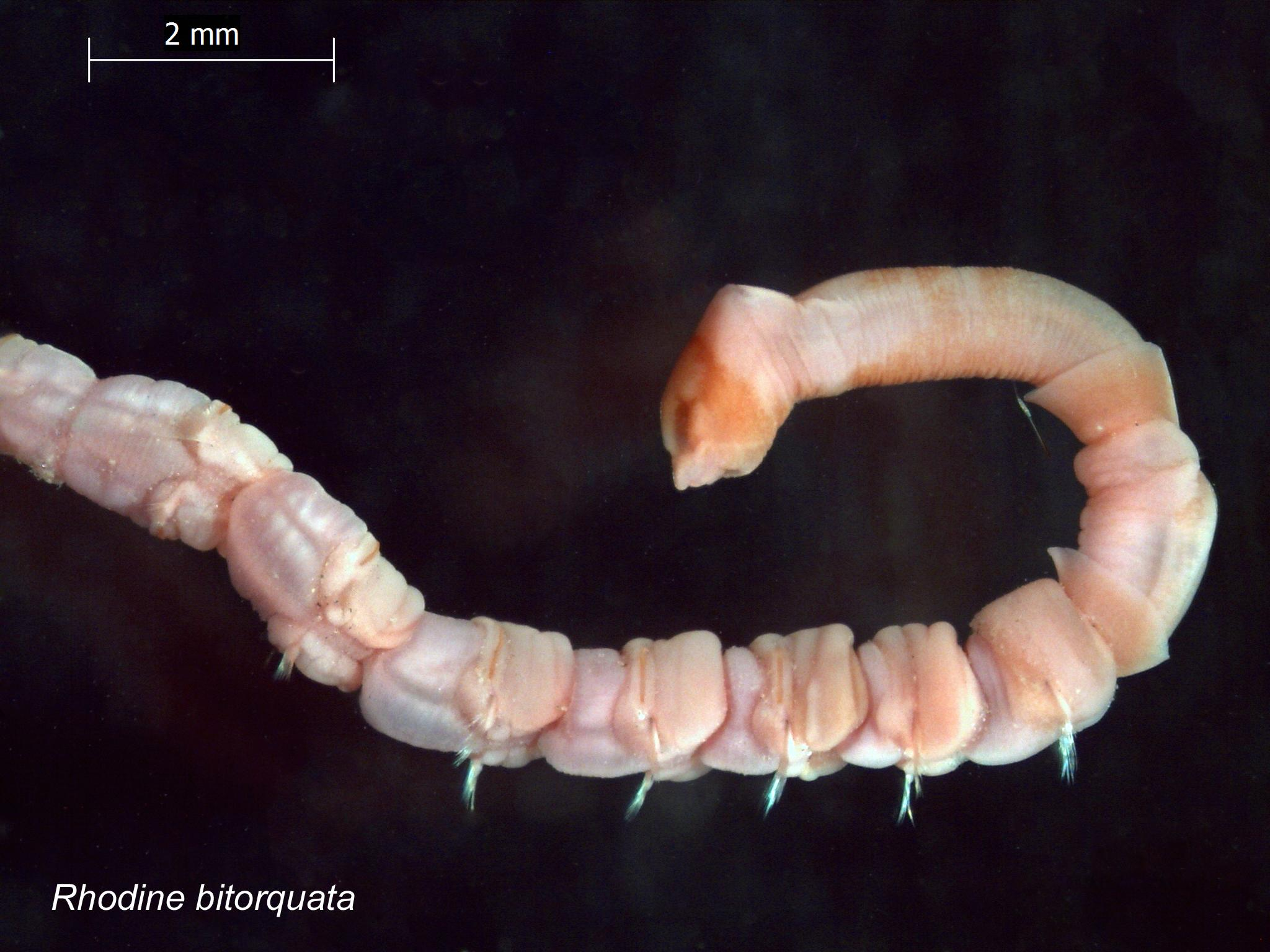
Rhodine bitorquata aus der Familie der Maldanidae

      - Nephtyidae
      - Nereididae
      - Hesionidae
      - Pilargidae
      - Sphaerodoridae
      - Syllidae

    - Eunicida
      - Amphinomidae
      - Euphrosinidae
      - Dorvilleidae
      - Lumbrineridae
      - Eunicidae
      - Onuphidae
- ScolecidaRhodine bitorquata aus der Familie der Maldanidae
  - (Scolecida)
    - (Scolecida)
      - Arenicolidae
      - Maldanidae
      - Capitellidae
      - Opheliidae
      - Scalibregmatidae
      - Orbiniidae
      - Paraonidae
      - Questidae
      - Cossuridae

## Einige Arten und Gattungen

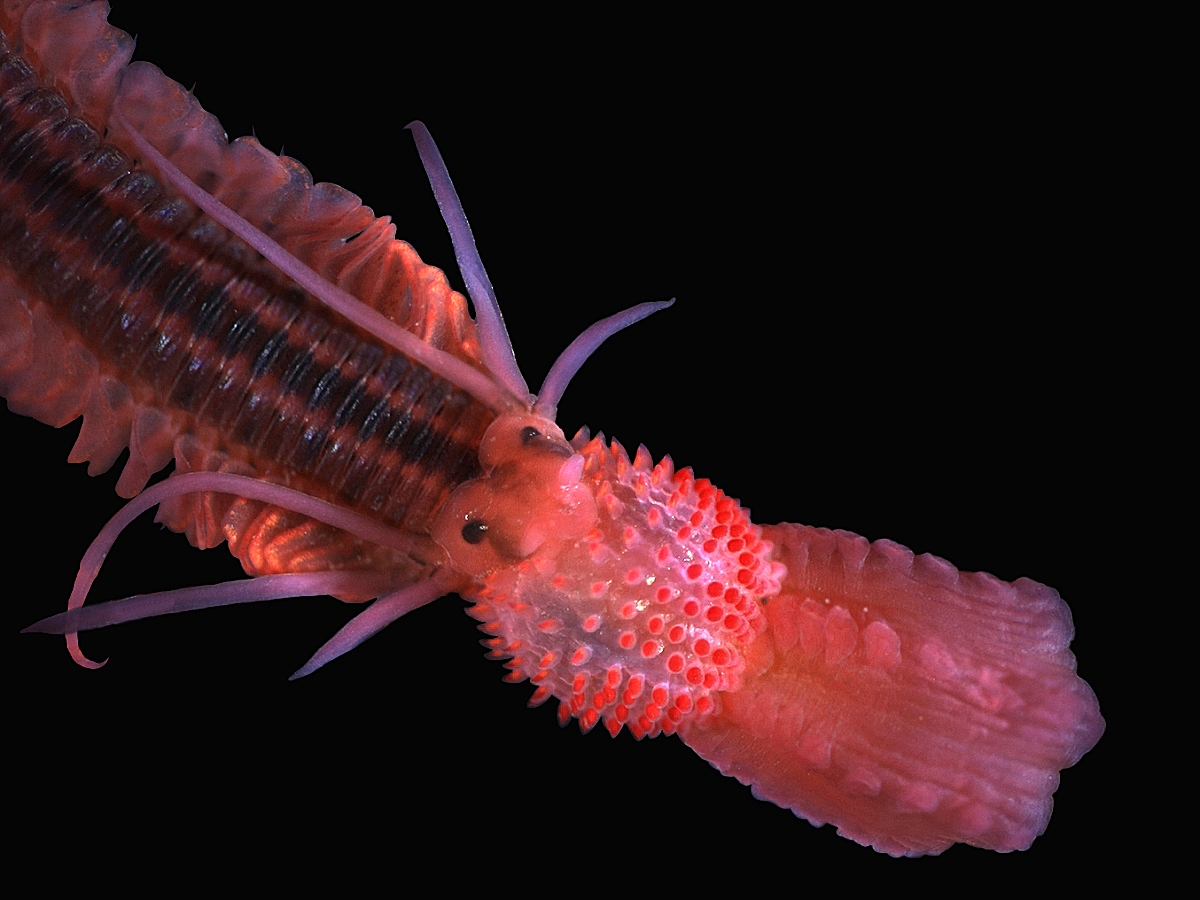
Phyllodoce lineata aus der belgischen Nordsee, mit Eosin gefärbt

- Bart-Feuerborstenwurm (Hermodice carunculata)
- Bäumchenröhrenwurm (Lanice conchilega)
- Bobbitwurm (Eunice aphroditois)
- Eusyllis blomstrandi
- Grüner Meerringelwurm (Nereis virens)
- Kiemenringelwurm (Scoloplos)
- Kotpillenwurm (Heteromastus filiformis)
- Köpfchenwurm (Capitella capitata)
- Opalwurm (Nephtys hombergii)
- Osedax
- Palolowürmer (Palola)
- Platynereis dumerilii
- Polydora ciliata
- Riftia pachyptila
- Swima bombiviridis
- Seemaus (Aphrodita aculeata)
- Seeringelwurm (Nereis diversicolor)
- Wattwurm (Arenicola marina)
- Weihnachtsbaumwurm (Spirobranchus giganteus)